# East Bridgewater
East Bridgewater és una població dels Estats Units a l'estat de Massachusetts. Segons el cens del 2000 tenia 12.974 habitants.

## Demografia
Segons el cens del 2000, East Bridgewater tenia 12.974 habitants, 4.344 habitatges, i 3.392 famílies. La densitat de població era de 290,6 habitants/km².
Dels 4.344 habitatges en un 39,8% hi vivien nens de menys de 18 anys, en un 64,7% hi vivien parelles casades, en un 9,9% dones solteres, i en un 21,9% no eren unitats familiars. En el 17,4% dels habitatges hi vivien persones soles el 6,8% de les quals corresponia a persones de 65 anys o més que vivien soles. El nombre mitjà de persones vivint en cada habitatge era de 2,95 i el nombre mitjà de persones que vivien en cada família era de 3,35.
Per edats la població es repartia de la següent manera: un 27,8% tenia menys de 18 anys, un 7,1% entre 18 i 24, un 32,2% entre 25 i 44, un 22,8% de 45 a 60 i un 10,1% 65 anys o més.
L'edat mediana era de 36 anys. Per cada 100 dones de 18 o més anys hi havia 92,7 homes.
La renda mediana per habitatge era de 60.311 $ i la renda mediana per família de 67.307$. Els homes tenien una renda mediana de 47.370 $ mentre que les dones 30.602$. La renda per capita de la població era de 23.532$. Entorn del 2,4% de les famílies i el 4,1% de la població estaven per davall del llindar de pobresa.